# Tramway de Berne
Le tramway de Berne (en allemand : Strassenbahn Bern) est le réseau de tramway desservant la ville de Berne, capitale du canton éponyme et de la Suisse. Le réseau fonctionne depuis 1890 et est de nos jours est composé de cinq lignes d'une longueur totale de 39,6 km et à écartement métrique. Il est exploité depuis 1947 par la Städtische Verkehrsbetriebe Bern qui opère depuis 2000 sous la marque Bernmobil.
La ligne 6 a la particularité d'emprunter le chemin de fer Berne-Worb Dorf (de) du Regionalverkehr Bern-Solothurn (RBS), dont la concession a été cédée à Bernmobil en 2010. Le tramway, comme l'ensemble des lignes de transport du canton de Berne fait partie de la communauté tarifaire Libero (de).

## Histoire

### Le tramway à air comprimé

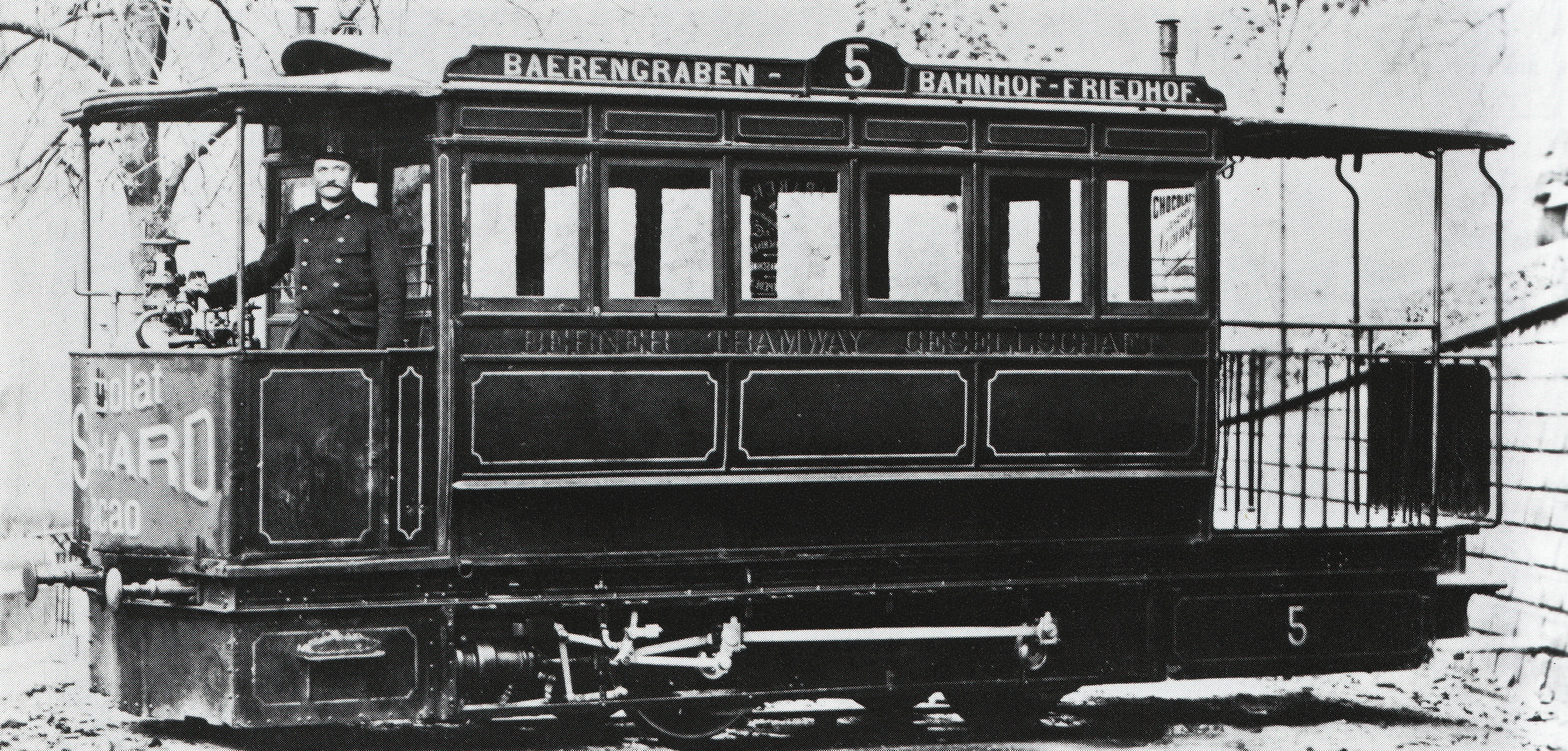
Automotrice système Mékarski des tramways de Berne

L'Office fédéral des transports accorde le 10 juillet 1889 à la Berner Tramway-Gesellschaft (BTG ; en français : Compagnie des tramways bernois) une concession de 80 ans pour l'exploitation d'un réseau de tramway à Berne. La construction du réseau démarré immédiatement et la première ligne est mise en service le 1er octobre 1890,.
La ligne, longue de 3,1 km reliait la fosse aux ours (où se trouve le dépôt) au cimetière de Bremgarten (de) par la gare ferroviaire,, ; chaque terminus disposait d'une plaque tournante pour permettre aux tramways à air comprimé (en allemand : Lufttrams) de repartir dans l'autre sens. L'une des particularités de la ligne est d'utiliser le système développé par l'ingénieur français Louis Mékarski.
Le système présentait un défaut majeur : en hiver, les conduites d'air gelaient et provoquaient donc l'interruption du service pour plusieurs jours.

### Le tramway à vapeur

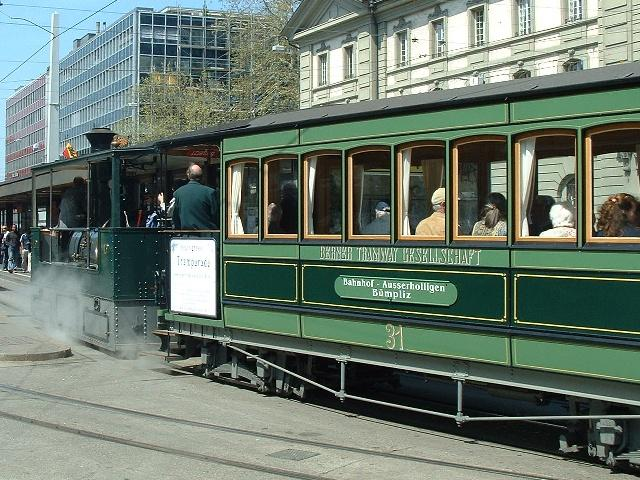
Réplique d'un tramway à vapeur avec remorque.

Refroidie par les problèmes des tramways « Mékarski » de la BTG et par la topographie de la ville, la population vote pour la création d'une seconde ligne pour un système plus conventionnel de tramway à vapeur. Cette seconde ligne ouvre en 1894 et relie Länggasse (de) à Wabern par la gare, Mattenhof (de) (le dépôt de la ligne est localisé à Eigerplatz dans le quartier, il est toujours utilisé par Bernmobil) et Weissenbühl (de),,.
La ligne existante à air comprimée est désormais identifiée par l'indice I (en chiffre romain), tandis que la nouvelle ligne, à traction vapeur est identifiée par l'indice II. Cette dernière chasse les omnibus hippomobiles du centre-ville, qui sont redéployés pour assurer une correspondance à Wabern vers Belp-Steinbach. Des extensions vers Kehrsatz et Belp sont projetées durant ce temps.

### Électrification du réseau
Le 5 mars 1899, les bernois votent pour le rachat de la compagnie des tramways par la ville, pour un montant de 1,3 million de francs suisses, la Berner Tramway-Gesellschaft devient une compagnie municipale le 1er janvier 1900 et change de nom pour devenir la Städtische Strassenbahn Bern (SSB),.
La ville planifie peu de temps après la 3e ligne, la population vote cette fois en faveur d'un troisième mode d'alimentation différent, l'électricité, suivie par l'électrification des lignes existantes. Ce projet ne se réalise pas sans heurs, les habitants du Kirchenfeld (de) protestant contre les lignes aériennes. Un autre référendum, qui voit aussi le non l'emporter, portait sur le maintien ou non des Lufttrams de la ligne I.
La ligne III est mise en service le 1er juillet 1901 et relie Breitenrainplatz à Burgenziel en passant par la célèbre Zytglogge,. Durant les quatre mois et demi qui suivent, chaque ligne avait son propre système de propulsion. Les omnibus disparaissent à cette époque avec l'ouverture de la Gürbetalbahn (de), tandis que les projets d'extension de la ligne II sont abandonnés. Les tramways à air comprimés sont retirés du service le 15 novembre puis démolis, le dépôt est abandonné et vendu trois ans plus tard, ce dernier ainsi qu'une aubette à proximité existent toujours ; la ligne est rouverte le 13 janvier 1902 en traction électrique. Le dépôt est utilisé entre 1971 et 1982 comme garage, puis comme lieu de stockage pour un théâtre et est de nos jours un restaurant.
Le dépôt de Burgernziel est terminé pour l'hiver 1901/1902 afin de pouvoir entamer l'exploitation de la ligne II en traction électrique le 22 janvier 1902. La ligne est désormais exploitée avec 24 motrices à deux essieux et sept motrices à bogies « Maximum-traction », les seules de ce type qui circuleront en Suisse, plus les douze remorques de l'ancien tramway à vapeur qui sont conservés. La compagnie forme durant l'année les conducteurs du tramway de Bienne qui passe progressivement à la traction électrique jusqu'à l'année suivante.
Durant l'été 1904, huit remorques ouvertes sont mises en service et sont rapidement très appréciées par la population, mais deux d'entre elles doivent être prématurément retirées du service, les rails Demerbe utilisés sur la ligne I ayant provoqué des dommages au châssis. En 1905, cinq nouvelles remorques, fermées et plus résistantes, sont mises en service, suivies de 29 autres remorques entre 1906 et 1914.
Le 27 juin 1908 le réseau se dote d'une quatrième ligne, planifiée dès 1906, la IV, qui relie la gare ferroviaire au Brückfeld,. En vue du Tir-Fédéral de 1910, la ligne III est prolongée durant l'hiver précédent jusqu'à Papiermühlestrasse (Guisantplatz) et neuf remorques à deux essieux ont été achetées,. En 1909, le réseau franchit pour la première fois la barre des dix millions de voyageurs annuels.
En 1911, les lignes II, III et IV sont réorganisées et la gare de Berne devient le nouveau point central du réseau, tandis que la numérotation des lignes change :
- A : Ancienne ligne I, trajet inchangé (Fosse aux ours-Cimetière) ;
- B : Ancienne ligne II, relie désormais Weissenbühl à Papiermühlestrasse ;
- C : Ancienne ligne III, relie désormais Länggasse à Burgernziel ;
- D : Ancienne ligne IV, relie désormais Wabern à Länggasse.

Ce nouveau réseau s'accompagne en 1912 de l'ouverture du tronçon Hirschengraben (de)-Friedheim à travers le quartier de Monbijou (de), permettant à la ligne D d'aller à Wabern en contournant Mattenhof et Weissenbühl (de). La section Weissenbühl-Friedheim préexistante devient une voie de service.
Peu appréciée, cette numérotation est abandonnée dès 1912 et remplacée par des chiffres, arabes cette fois-ci, avec un système particulier : le chiffre change selon la direction de la rame. Ainsi :
- La ligne A est désormais nommée ligne 1 en direction du cimetière et ligne 2 en direction de la fosse aux ours ;
- La ligne B est désormais nommée ligne 3 en direction de Papiermühlestrasse et ligne 4 en direction de Weissenbühl ;
- La ligne C est désormais nommée ligne 5 en direction de Burgernziel et ligne 6 en direction de Länggasse ;
- La ligne D est désormais nommée ligne 7 en direction de Brückfeld et ligne 8 en direction de Wabern ;

En 1913, les tronçons dans Länggasse et vers Brückfeld sont converties en double voie en prévision de l'Exposition nationale de 1914 où la SSB gère la ligne circulaire (Rundbahn) autour des installations. La compagnie achète de nouvelles remorques à deux essieux afin d'augmenter la capacité des convois pour faciliter le transport des visiteurs, portant le parc total à 60 motrices et 54 remorques.

### La Première Guerre mondiale
Le 2 août 1914 le Conseil fédéral décrète la mobilisation générale de l'armée, privant la SSB de 125 de ses 319 employés, soit 40 % mobilisé sur les fronts de la Première Guerre mondiale. 144 conducteurs auxiliaires sont nécessaires pour compenser la pénurie d'employés. Les femmes n'avaient pas le droit de postuler.
Durant ce temps, afin de faciliter l'extension du Worblentalbahn de Papiermühlestrasse à Kornhausplatz, effectif le 19 juillet 1915, l'espacement entre les voies est augmenté, à commencer par les courbes, afin de contourner les interdictions de croisement dues au gabarit important du matériel de la ligne. La poursuite de la Première Guerre mondiale et l'inflation constante oblige la SSB à réduire ses activités, le coût d'importation du charbon devenant élevé. Les six motrices de la ligne circulaire de l'exposition de 1914 ne sont plus utilisées que comme remorque ouverte en été, en raison de leur faible motorisation, sont transformées en véhicules fermés, trois en remorques et trois vendues au tramway de Zurich.
Durant l'été 1918, la SSB a aidé le chemin de fer Berne-Worb à plusieurs reprises le dimanche en mettant en ligne des tramways pour transporter les nombreux excursionnistes en l'absence de voitures.

### L'entre-deux guerres

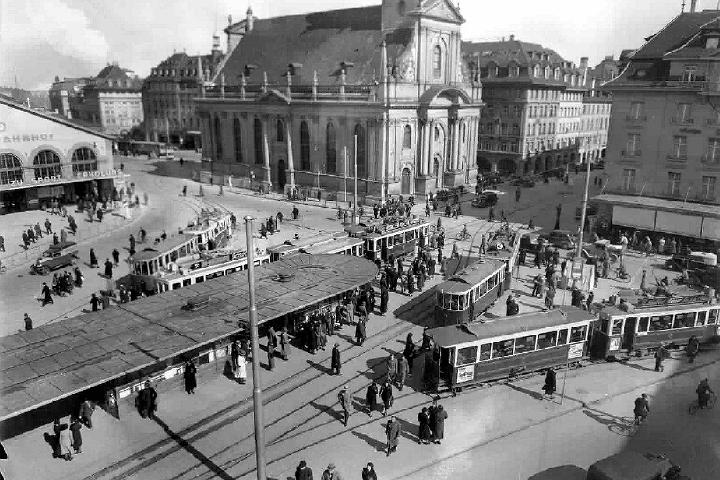
La gare de Berne durant les années 1930.

En 1919, le conseil municipal de Berne débat de deux projets d'extension du réseau : si celui de la ligne 1/2 de la fosse aux ours à Ostermundigen par Aargauerstalden, Laubeggstrasse et Ostermundigenstrasse est rejeté, celui prévoyant la création d'une ligne vers Bümpliz, rattachée à Berne la même année, est approuvé en compensation à la suppression de la commune. Demandé dès 1914, il est mis dans un carton en 1920. Le tramway n'arrivera finalement dans l'ex-commune qu'en ... 2010.
Après guerre, la situation économique reste difficile et la SSB est limité aux de travaux de maintenance les plus urgents et, pour la première fois, la compagnie fini l'année 1920 par un déficit, nécessitant la mise à pied de 65 employés entre 1920 et 1921. La vente du surplus de pièces détachées au tramway de Lucerne rapporte 700 francs suisses.
Entre 1921 et 1932 la SSB reconstruit l'ensemble de sa flotte de tramway ouvert, utilisés en été uniquement, en voitures fermées utilisables toute l'année ; certaines d'entre elles servent à différents tests avant de se voir toutes, à une exception près, équipées de plates-formes intérieures circulaires, typiques du réseau bernois.
En 1923 le réseau voit sa première extension en 15 ans. La branche entre Effingerstrasse et Fischermätteli est mise en service le 18 novembre, portant la longueur totale du réseau à 18,2 km. Le réseau est réorganisé avec la création de la ligne 9/10 entre Brückfeld et Fischermätteli, tandis que la ligne 7/8 est désormais limitée au trajet entre le centre-ville et Wabern.
Une demande d'autorisation du chemin de fer Berne-Worb Dorf (de) pour déménager son terminus de Helvetiaplatz (de) à Casinoplatz (de) (Hotelgasse) à l'autre extrémité du pont de Kirchenfeld a été refusée par la ville de Berne, craignant qu'une telle relocalisation entraînerait une détérioration substantielle des conditions de circulation en bordure du centre-ville. Au lieu de cela, la proposition a débouché sur un débat politique qui s'est prolongé au cours des huit décennies suivantes, jusqu'à ce qu'il soit finalement mis en œuvre à la fin des années 1990.
À partir de 1924 et pour des questions de coût, la SSB engage des convois de trois tramways en heures de pointe. Dans les années qui suivent, la compagnie n'engage aucune modification significative, en dehors des extensions événementielles vers le stade du Wankdorf et celui du Brückfeld, la compagnie se contentant de l'entretien des infrastructures existantes. La compagnie cherche à racheter des tramways à différentes compagnies allemandes en faillite, victimes de l'hyperinflation de l'entre-deux-guerres, mais ne trouve pas de matériel convenant à ses attente, la compagnie devant conserver le matériel du début du siècle, se contentant de les recarrosser. . De plus, les tramways à bogies Maximum-traction étaient équipés de moteurs plus puissants ; La SSB a donc espéré prolonger leur durée de vie de 15 à 20 ans. Cependant, il n'a pas été possible d'y installer des freins de voie, c'est pourquoi ils ont continué à fonctionner principalement sur la ligne 3/4. À partir de 1928, la compagnie remplace les perches de type trolley par des pantographes.
En 1930, les travaux menés dans les environs de la gare de Berne et de la Bubenbergplatz (de) changent radicalement le visage de cette partie de la ville. La seconde est dotée d'une zone de manœuvre pour les trams, la gare ferroviaire est amputée de son grand hall et l'entrée est reculée de près de 30 mètres. La SSB réorganise son réseau et dote chaque ligne d'un code couleur, toujours en partie utilisé de nos jours, :
- Ligne 1/2 (bleu) : Friedhof - Bahnhof - Brückfeld (abandonne la desserte de Bärengraben à la 7/8 et reprend la desserte du Brückfeld à la 9/10) ;
- Ligne 3/4 (blanc) : Weissenbühl - Bahnhof - Papiermühlestrasse (inchangée) ;
- Ligne 5/6 (rouge) : Länggasse - Bahnhof - Burgernziel (inchangée) ;
- Ligne 7/8 (jaune) : Bärengraben - Bahnhof - Schönegg - Wabern (prolongement à Bärengraben à la place de la 1/2) ;
- Ligne 9/10 (vert) : Bahnhof - Fischermätteli (abandonne la desserte du Brückfeld à la 1/2).

En août de la même année, la compagnie reçoit deux Be 4/4 à quatre essieux, ses premiers véhicules neufs depuis 16 ans. En 1931 la SSB demande la concession pour l'extension de la ligne 5/6 sur 800 m de long de la Muristrasse jusqu'à Egghölzli, rejetée par les autorités cantonales au motif que les tramways auraient gênés la circulation automobile très importante sur cet axe.
En 1932/1932 les éléments des trains Landibahn sont reliés entre-eux par une intercirculation et sont cantonnés quasi-exclusivement à la ligne 11/12. En 1933, trois nouvelles remorques ont été mises en service : deux véhicules à quatre essieux et un véhicule à trois essieux, chacun avec un bogie pony truck (en) SLM.
Dès 1932, les premiers signes de la Grande dépression se faisaient sentir en Suisse, faisant chuter continuellement les revenus et faisant atteindre un pic de chômage en 1936, ce qui n'empêcha pas la SSB à continuer les travaux sur ses infrastructures et à retirer les remorques à deux essieux de 1905 et 1910 pour en récupérer des éléments pour en reconstruire de nouvelles, tandis que les remorques héritées du tramway à vapeur sont recarrossées et réaménagées. En décembre 1935, la livraison de sept tramways à quatre essieux commencent, marquant la fin des anciennes voitures à bogies Maximum-traction bien que certaines survécurent jusqu'en 1975 comme véhicule de soudure.
Le 19 septembre 1936 a lieu l'accident le plus grave de l'histoire du réseau : À l'arrêt Henkerbrünnli sur la ligne 1, les feuilles tombées reposent sur des rails humides. Au retour d'un match de football, un convoi de trois tramways qui exploitait un service spécial déraille sur les feuilles, puis heurte lourdement un tram stationné effectuant un service régulier. Au total, 28 passagers ont été blessés, certains sérieusement.

### La seconde guerre mondiale
Au début de l'année 1939 une épidémie de grippe cloue au lit jusqu'à un cinquième des employés de la SSB. À la fin de l'été, le Conseil fédéral proclame la mobilisation générale, occasionnant comme lors du précédent conflit mondial une pénurie d'employés et de nombreuses restrictions. Ces dernières n'empêchent pas le réseau de franchir la barre des 20 millions de voyageurs annuels cette même année.
En raison de la guerre, les célébrations des 50 ans du réseau en 1940 n'ont pas lieu. Dès l'année suivante, la suppression des sections en voie unique est amorcée, sur un réseau soumis à de multiples restrictions en raison de la guerre, la pénurie de matériaux se faisant de plus en plus sentir au fil des années. Cela n'empêche pas le tramway de voir sa fréquentation augmenter. Le tronçon Zytglogge-Bärengraben est supprimé en 1941, la ligne 7/8 est limitée à la gare de Berne, la desserte est reprise par les trolleybus.
En 1944, les derniers véhicules à bancs longitudinaux, et les derniers achetés par la SSB, sont entrés en service : il s'agit de cinq motrices à quatre essieux et six remorques à quatre essieux. Les motrices étaient inhabituelles, d'un côté il y avait des portes pliantes pneumatiques modernes, mais de l'autre seules des portes coulissantes étaient installées.

### L'après-guerre

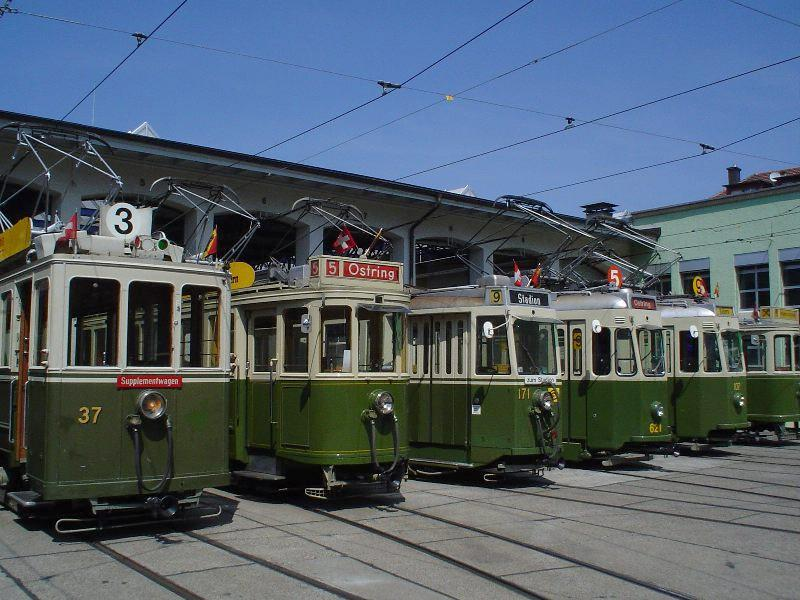
Plusieurs générations de tramways regroupés en 2004 au dépôt d'Eigerplatz.

Le 1er octobre 1944, le couvre-feu est levé après trois ans d'instauration et peu de temps après la fin du conflit en 1945, la SSB réintroduit l'intervalle de cinq minutes sur le réseau. La population approuve l'extension de la ligne 5/6 de Burgernziel à Freudenbergerplatz (Ostring), cette extension ouvre le 1er décembre 1946.
Le 1er septembre 1947, la Städtische Strassenbahn Bern (SSB) qui exploitait les tramways et les trolleybus fusionne avec la Stadt-Omnibus Bern (SOB), qui opérait les autobus de la ville, la compagnie qui résulte de cette fusion se nomme Städtische Verkehrsbetriebe Bern (SVB). La tarification est unifiée entre les réseaux des deux anciennes compagnies et concernant le tramway, des changements de desserte et l'abandon de la double numérotation sont effectués, c'est ce système de numérotation qui est en vigueur depuis, :
- Ligne 1 : Güterbahnhof (anciennement Friedhof) - Bahnhof - Brückfeld (ex-ligne 1/2) ;
- Ligne 3 : Weissenbühl - Bahnhof (ex-ligne 3/4 limitée à la gare, l'autre partie est reprise par la ligne 9) ;
- Ligne 5 : Länggasse - Bahnhof - Ostring (ex-ligne 5/6) ;
- Ligne 9 : Wabern - Bahnhof - Guisanplatz (anciennement Papiermühlestrasse ; ex-ligne 7/8 prolongée à Guisanplatz à la place de la ligne 3/4) ;
- Ligne 11 : Fischermätteli - Bahnhof (ex-ligne 9/10).

À l'automne, la compagnie reçoit ses premiers tramways standards suisses, le receveur est déplacé à la troisième porte. Le renouvellement de la flotte, vieillissante, se poursuit, bien que le rachat des remorques 41 à 46 du tramway de Bienne, supprimé en 1948, n'a jamais eu lieu, les numéros 215 à 220 qui leur aurait dû être attribués ont été laissés libres.
Le boom économique de la fin des années 1940 provoque une hausse du trafic automobile, tout comme l'usage des transports en commun. L'année suivante, les lignes de Wyler et Lorraine fusionnent. En 1951/1952, la SVB reçoit dix remorques à quatre essieux, toujours basées sur le standard suisse. Ces remorques sont attelées aux motrices commandées quatre ans auparavant et permettent de former des convois de plusieurs remorques, rendant excédentaire une partie du matériel ancien. À Weissenbühl, un dépôt est construit pour stocker 20 à 24 tramways à deux essieux. Ce dépôt est devenu par la suite le musée du tramway de Berne (de).
En 1952 la ligne de Bümpliz abandonne la Effingerstrasse au profit de la Laupenstrasse en vue de la construction d'un nouveau bâtiment pour l'hôpital de l'Île. Au début de l'été 1954, un rapport d'une société de consultants de Zurich suggère la conversion du réseau de tramway en un réseau d'autobus, dans l'objectif de favoriser l'automobile. Ce rapport provoque l'opposition de la population bernoise, qui manifeste en faveur de la conservation des tramways. En 1955, des travaux commence en vue de la reconstruction des voies ferrées devant le dépôt d'Eigerplatz et la rénovation de celles du pont de Kirchenfeld.
En 1958 les tramways sont dotés de clignotants. En novembre de la même année, la SVB a introduit des services express de la gare à Guisanplatz et à Ostring. Aussi, en 1958, la rénovation de la gare de Berne commence. La construction du nouveau pont de Schanzen (de) provoque la suppression des tramways de la ligne 5 entre la gare etLänggasse, remplacés par des bus, la section restante absorbe la ligne 11 pour former une unique ligne 5 reliant Fischermätteli à Ostring.
En conséquence, les trains Landibahn, en service depuis 1914, et les dernières remorques datant des tramways à vapeur sont réformées. De plus, l'introduction de la deuxième série de tramways standard (dix motrices et dix remorques) entraîne le retrait d'une grande partie des véhicules à deux essieux restants. La fréquentation augmente de 6 % par an.
En 1964, la population vote en fameur d'une interdiction totale de fumer dans les transports en commun, alors que cette interdiction n'avait court que dans les zones assises des tramways. Le 11 octobre 1965 la ligne 1 est convertie en ligne de trolleybus (et partagée de nos jours entre les actuelles lignes 11 et 12), il s'agit de la seule fermeture complète d'une ligne et de la dernière suppression de ligne du réseau, réduit à 13,55 km de lignes. L'année 1965 est aussi celle du début de la conversion du réseau au libre-service avec la suppression des receveurs, la transformation du matériel a lieu entre 1967 et 1973. En août 1966, en vue du remplacement du matériel à quatre essieux et à bancs longitudinaux, la SVB reçoit à titre expérimental un tramway bi-caisse articulé à quatre bogies construit par SWS-Schlieren.
En 1965, le réseau ne se compose plus que des trois lignes suivantes :
- Ligne 3 : Weissenbühl - Bahnhof ;
- Ligne 5 : Fischermätteli - Bahnhof - Ostring ;
- Ligne 9 : Wabern - Bahnhof - Guisanplatz.

### Les années 1970 à 2000

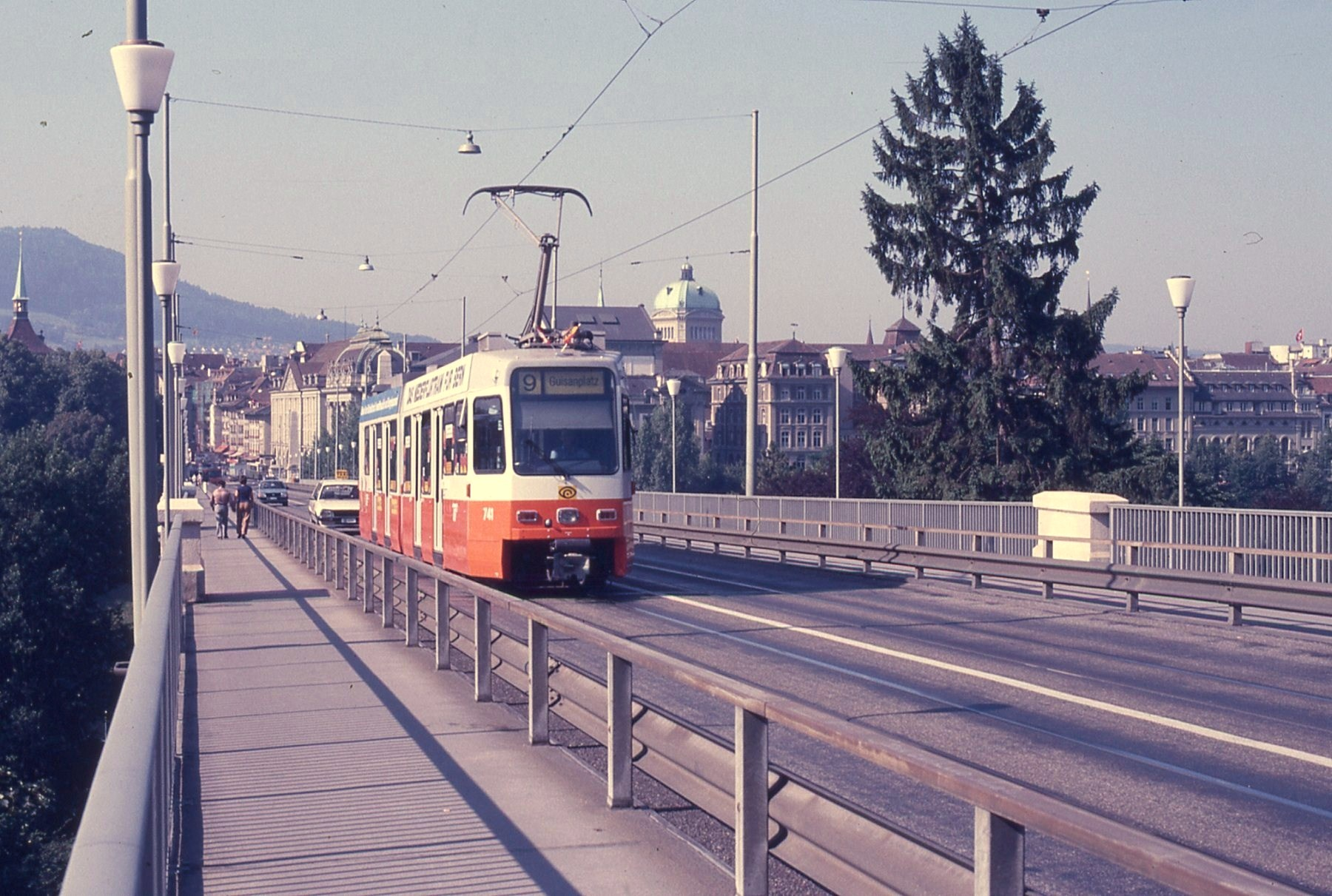
Le prototype Be 4/6 genevois en essais en 1986.

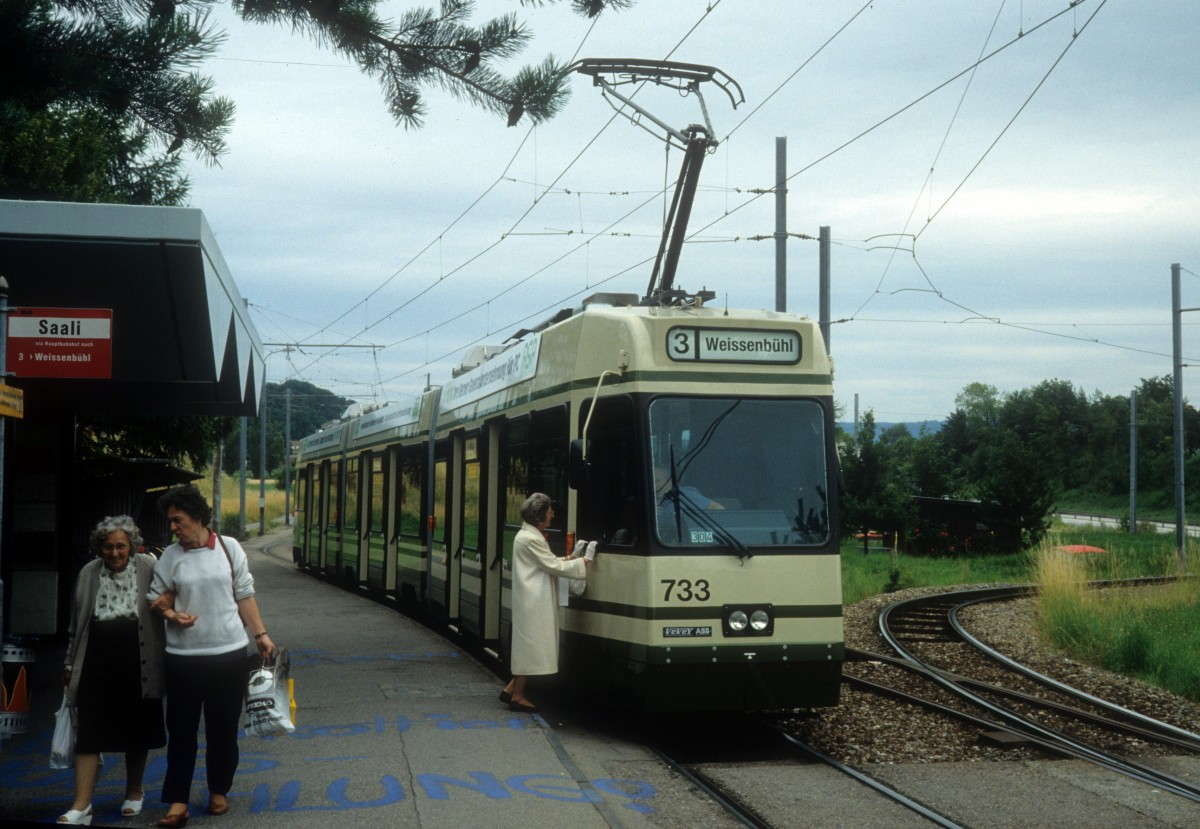
Une Be 4/8, dérivée des Be 4/6 et 4/8 genevoises, à Saali sur la ligne 3 en 1990. La livrée rouge n’apparaîtra que dix ans plus tard.

Durant l'hiver 1972/1973, la SVB met en service des rames articulées, principalement sur la ligne 9, permettant la mise au rebut des derniers tramways à deux essieux, ainsi que de l'ultime motrice à bogies Maximum-traction de 1902, qui avait été conservée en tant que train de travaux, remplacée par une motrice plus jeune de 30 ans. Le 28 octobre 1973, l'extension de 1,67 km de la ligne 3 de Burgernziel à la nouvelle banlieue de Wittigkofen (Saali) est mise en service, la ligne est prolongée depuis la gare et est en tronc commun avec la ligne 5 jusqu'à Burgernziel,.
Le 26 mai 1974, la mise en service de la gare souterraine du chemin de fer Berne-Zollikofen (de), aussi utilisée par les lignes chemin de fer Soleure–Worblaufen (de) et chemin de fer Worb Dorf–Worblaufen (de) tarit une source de revenus pour la ville. En effet, les compagnies qui exploitaient ces lignes payaient un droit d'accès aux infrastructures des tramways sur le territoire communal. Dans le cadre de la grande fête organisée pour célébrer la fin des 17 ans de reconstruction de la gare de Berne, la nouvelle Bubenbergplatz est inauguré le 4 septembre 1976 et, dans le même temps, est présenté le premier tramway-restaurant de Suisse, composé d'une motrice à bancs longitudinaux et d'une remorque. Toujours en 1976, la ligne 9 est déplacée de 800 mètres sur la Eigentrassee au lieu de la Seftigenstrasse afin d'améliorer la vitesse de la ligne aux heures de pointe.
Dans les années 1980, la fréquentation toujours plus importante du réseau conduit en 1984 à un manque de véhicules, poussant la SVB à racheter des tramways standards au tramway de Zurich et à faire venir des Duewag du métro léger de Bielefeld. En 1986 cinq remorques des Verkehrsbetriebe Zürich sont rachetées, permettant le retrait des ultimes remorques à bancs longitudinaux. En 1987, le réseau procède à des essais avec du matériel surbaissé : Une Duewag Be 4/6 du tramway de Genève et une Tram 2000 (de) du tramway de Zurich.
En 1987, tandis que la ligne vers Worb est identifiée par la lettre G, cette dernière voit son projet de terminus à Helvetiaplatz annulé.
La rénovation du pont de Kirchenfeld à l'été 1988 conduit à l'exploitation du réseau en deux parties distinctes : sur la partie orientale, une boucle de retournement est mise en place à Helvetiaplatz pour les lignes vers Ostring et Saali. La liaison entre les deux parties est assurée par deux lignes de bus temporaires, indicées 31 et 32. Le matériel genevois testé en 1987 ayant été apprécié, cela conduit la SVB à commander douze véhicules aux caractéristiques proches en 1990, permettant de mettre au rebut l'ancien matériel zurichois, et deviennent les premières rames surbaissées du réseau et depuis seul ce type de matériel est commandé.
En 1993, la SVB rachète les remorques qu'elle avait revendue au Baselland Transport (BLT). Durant la rénovation du pont du Kornhaus, accompagnée du remplacement des rails, des autobus de Lucerne et de Baden-Wettingen viennent remplacer les tramways.
Une étude menée durant les années 1990 prévoit de convertir les lignes de bus et de trolleybus desservant Bümpliz, Berne-Bethlehem (de), Ostermundigen et Wyler à l'horizon 2020. Les lignes 13 et 14 du trolleybus de Berne étaient ef effet les lignes les plus chargées du réseau routier, avec près de 40 000 voyageurs quotidiens et une fréquence en heures de pointe de deux minutes.

### LeXXIesiècle

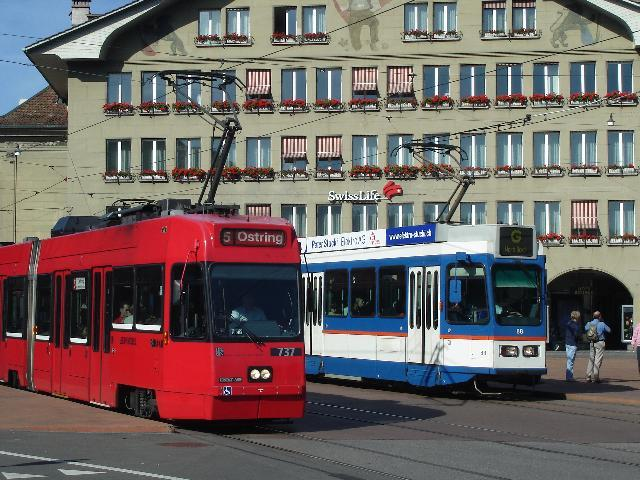
Deux lignes ayant disparu au cours des années 2010, les lignes 5 et G. Depuis 2010, la ligne 6 les remplace.

Le 30 octobre 2000, la SVB adopte la marque commerciale Bernmobil et troque le vert historique pour la livrée rouge actuelle.
Un premier projet d'extension, présenté en 2002, de 153 millions de francs est rejeté par référendum en 2004 à une très courte majorité,. Lors de la votation populaire du 17 juin 2007, les Bernois ont cette fois dit oui au prêt d'investissement de 60 millions de francs destiné à créer 6,8 km de lignes nouvelles vers l'ouest de la ville, projet estimé moins cher de 20 millions par rapport à celui présenté en 2004,. Les travaux commencent le 1er avril 2008 et s'achèvent fin septembre 2010,.

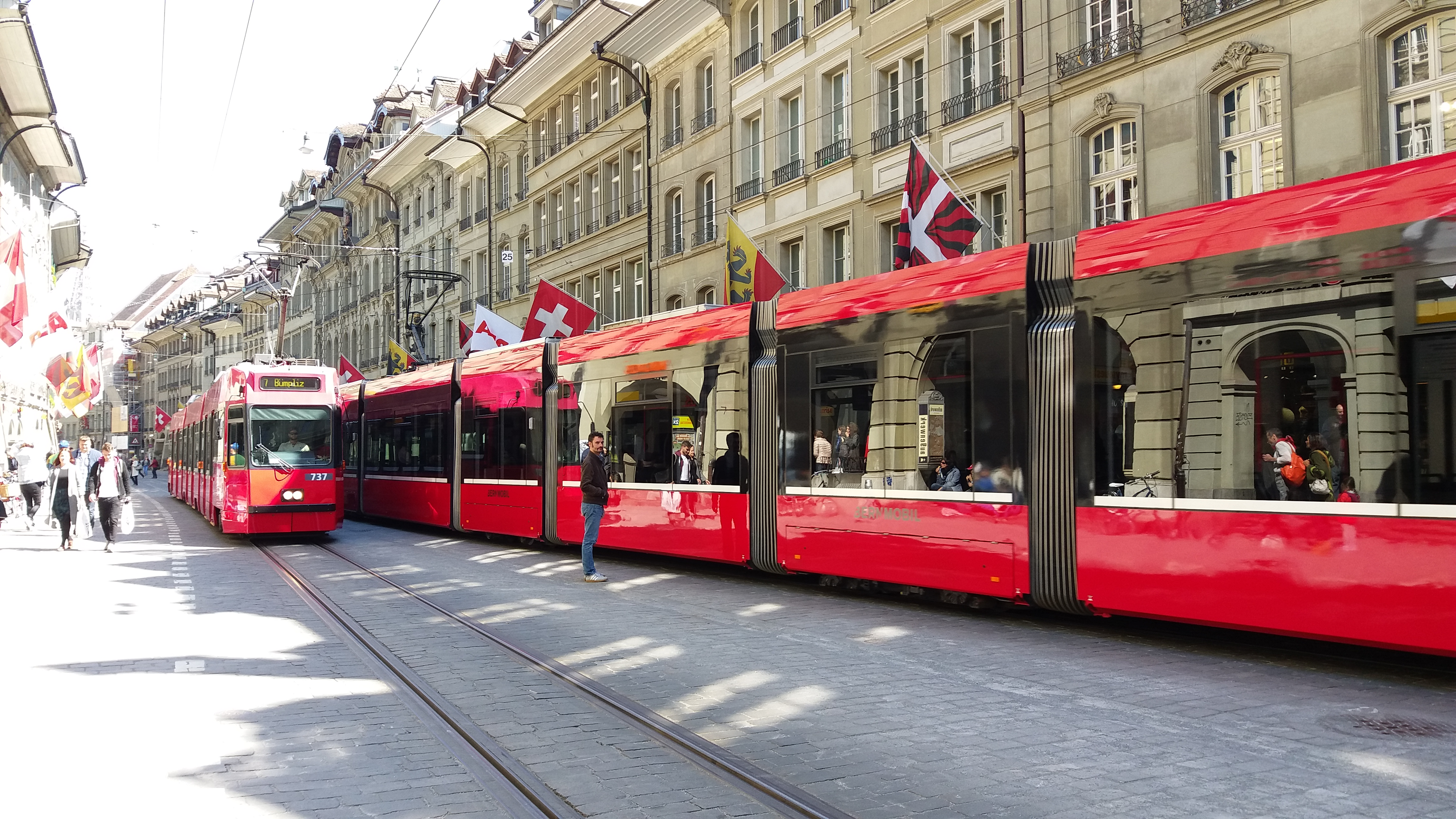
Croisement de deux rames de type Be 4/8 et Be 4/6 dans le centre ancien de Berne

Ce nouveau tronçon en Y est parcouru par deux nouvelles lignes, 7 et 8, la première vers Bümpliz, qui voit enfin arriver le tram après des décennies de tergiversations, et la seconde vers Brünnen Westside Bahnhof mise en service lors du changement d'horaire du 12 décembre 2010, et s'accompagne d'une refonte de deux des trois lignes existantes — la ligne 9 restant inchangée —, la ligne 3 retourne à son ancien trajet d'avant 1973 (Weissenbühl-Bahnhof), la desserte de Saali est reprise par la ligne 8 tandis que celle d'Ostring est reprise par la ligne 7. La ligne 5 — amputée du tronçon vers Ostring — devient la ligne 6 dans le cadre de sa fusion avec la ligne de tramway suburbain G du Regionalverkehr Bern-Solothurn (RBS) qui relie Berne à Worb-Village, le RBS transfère la concession de la ligne à Bernmobil au 30 novembre précédent.
L'année suivante et à la suite de plaintes concernant le matériel roulant du RBS sur la ligne 6, cette dernière est limitée au printemps 2011 au trajet entre Worb et la Zytglogge tandis qu'entre la gare de Berne et Fischermätteli le service est assuré par une ligne d'autobus, la 6B. Après le changement des roues des rames RBS et l'installation de systèmes de graissage dans les courbes vers Fischermätteli l'exploitation normale de la ligne est rétablie au changement d'horaire du 11 décembre 2011. Un nouveau dépôt est construit à côté de Bernexpo (station Guisanplatz), qui remplace celui de Burgernziel.
Au changement d'horaire de décembre 2012, la ligne 9 est prolongée de trois stations, de Guisanplatz à Wankdorf Bahnhof, le réseau prenant alors sa forme actuelle.

## Le réseau actuel

### Lignes

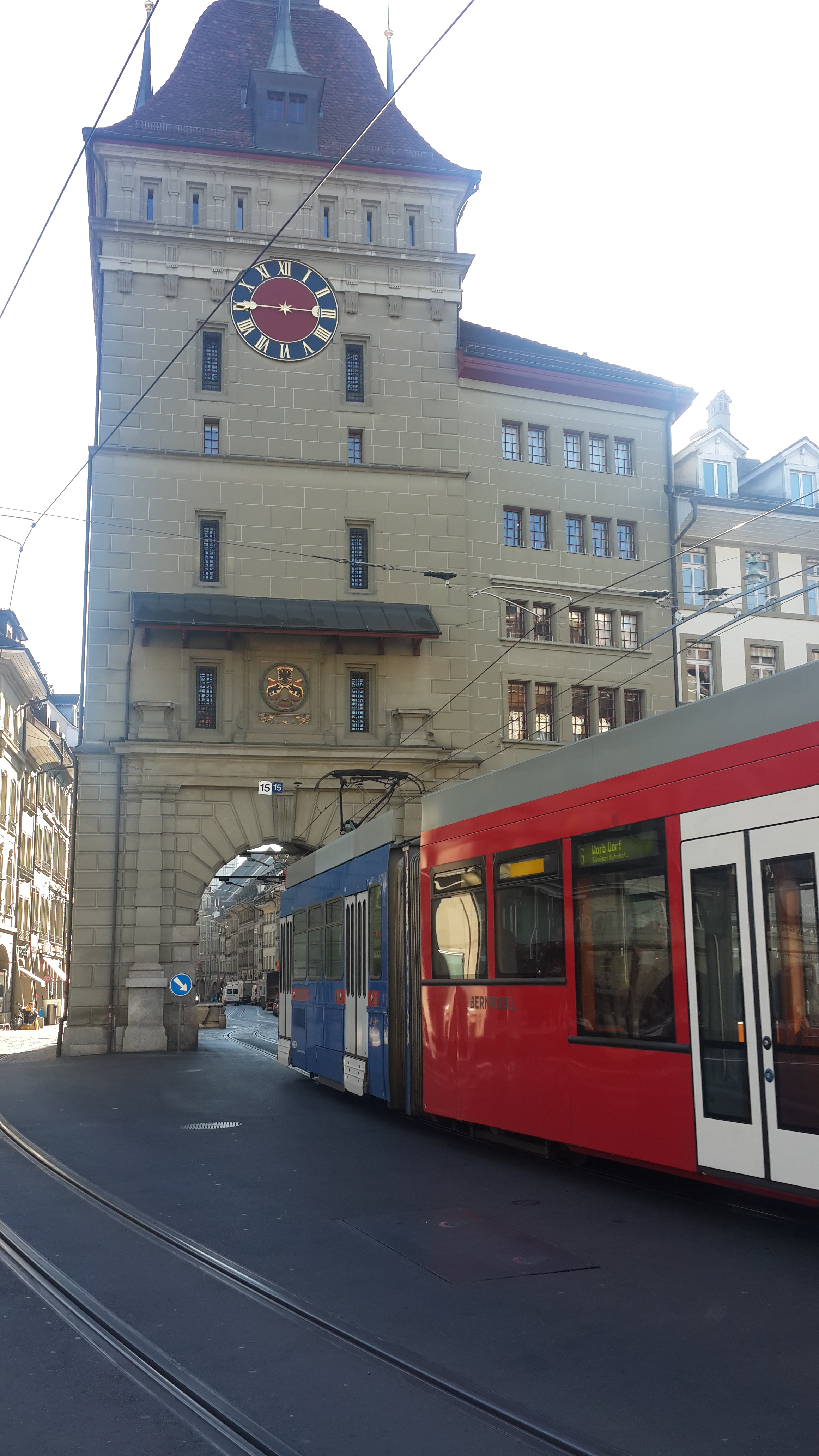
Une curiosité du réseau : le passage sous la.

Le réseau comprend cinq lignes, toutes exploitées par Bernmobil, s'étendant sur 39,6 km à travers Berne et quelques communes limitrophes ; il est situé en grande majorité dans les zones 100 et 101 de la communauté tarifaire Libero (de), la ligne 6 s'étendant jusque dans la zone 115. Il est exploité à l'aide de 57 rames de tramways qui ont assuré 45,9 millions de voyages en 2011. Les lignes se rejoignent toutes à la gare de Berne et toutes, à l'exception de la ligne 3 qui est une ligne radiale au départ de la gare, sont des lignes diamétrales traversant la ville d'un bout à l'autre.
Le réseau est conçu pour recevoir du matériel unidirectionnel, seule la ligne 6 voit ce type de matériel cohabiter avec des rames bidirectionnelles, héritées de l'ancienne ligne G Berne-Worb du RBS, et est aussi la seule ligne à posséder un tronçon périurbain.
| Ligne | Parcours                              | Mise en service | Longueur (en km) | Stations | Temps de parcours moyen | Matériel |
| ----- | ------------------------------------- | --------------- | ---------------- | -------- | ----------------------- | -------- |
| 3     | Bern Bahnhof ↔ Weissenbühl (de)       |                 | 02,067 km        | 07       | 9 minutes               |          |
| 6     | Fischermätteli ↔ Worb Dorf            |                 | 13,067 km        | 24       | 39 minutes              |          |
| 7     | Bümpliz ↔ Ostring                     |                 | 08,109 km        | 23       | 29 minutes              |          |
| 8     | Brünnen Westside Bahnhof (en) ↔ Saali |                 | 10,383 km        | 27       | 36 minutes              |          |
| 9     | Wabern ↔ Wankdorf Bahnhof             |                 | 05,958 km        | 21       | 27–28 minutes           |          |

### Aménagement des stations
Les stations du tramway de Berne sont équipées d'un abri dans lequel est situé un distributeur de titres de transport, les horaires de la ou des lignes de tramway, ainsi que des bornes d'informations en temps réel pour les arrêts les plus importants. Des kiosques de journaux gratuits tels 20 Minuten peuvent être présents.

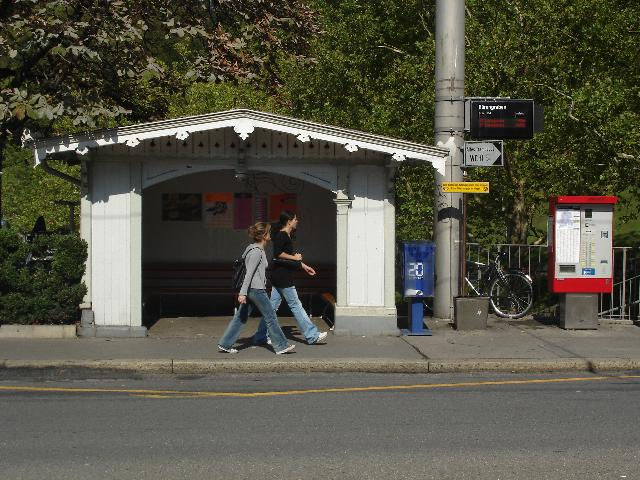
L'abri de Bärengraben, datant de 1890. C'est aujourd'hui un arrêt de bus.
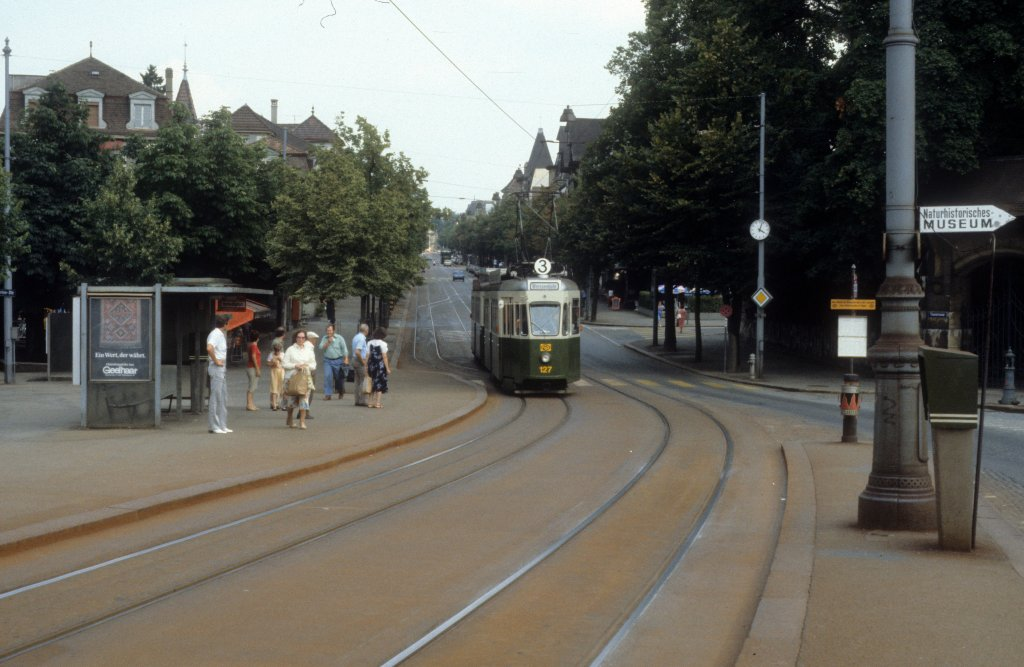
La station Helvetiaplatz en 1983.
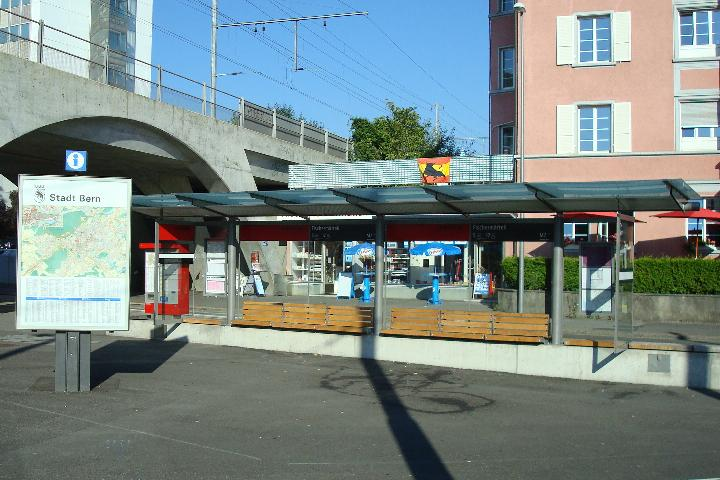
Un arrêt type.
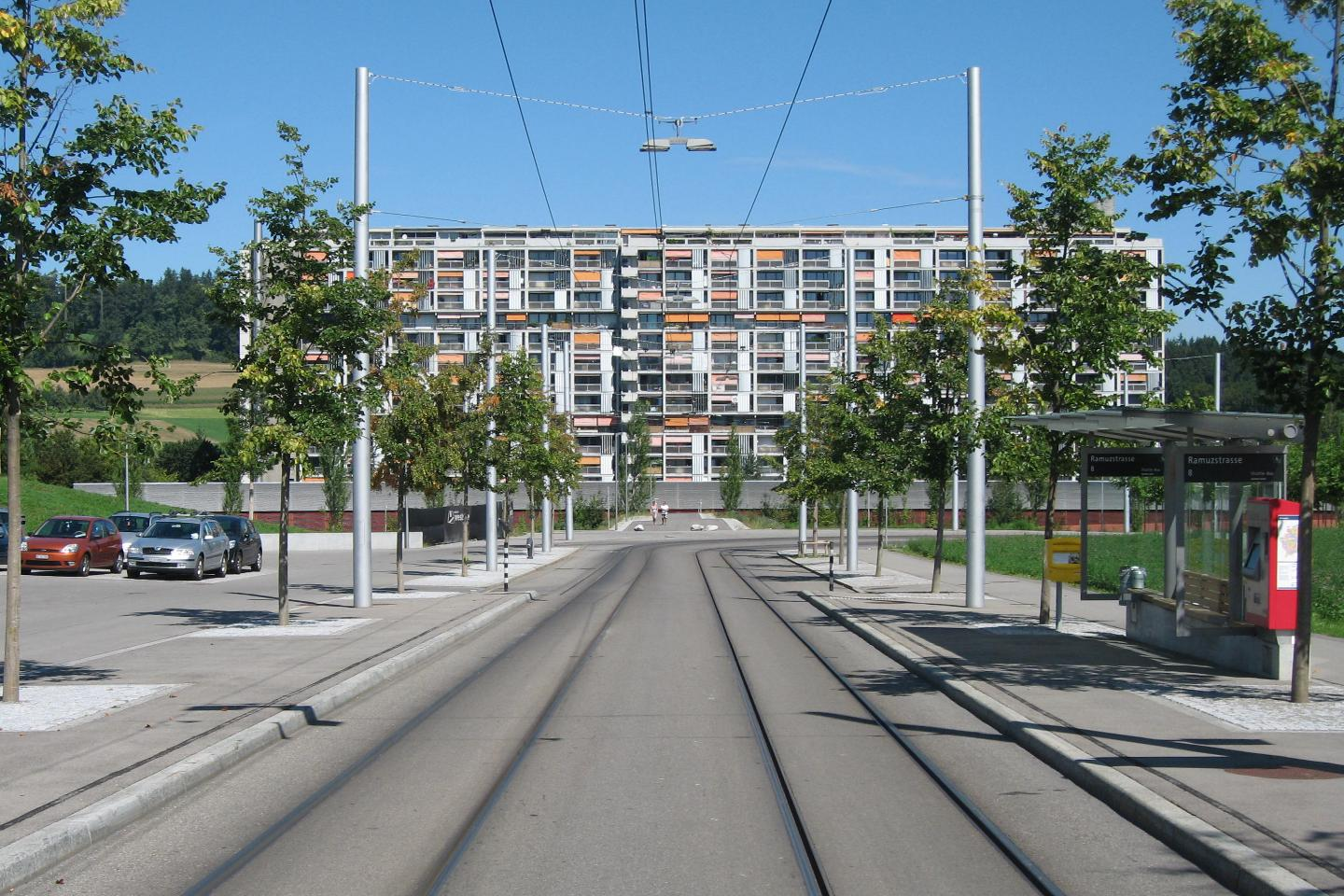
Autre arrêt type (à droite).
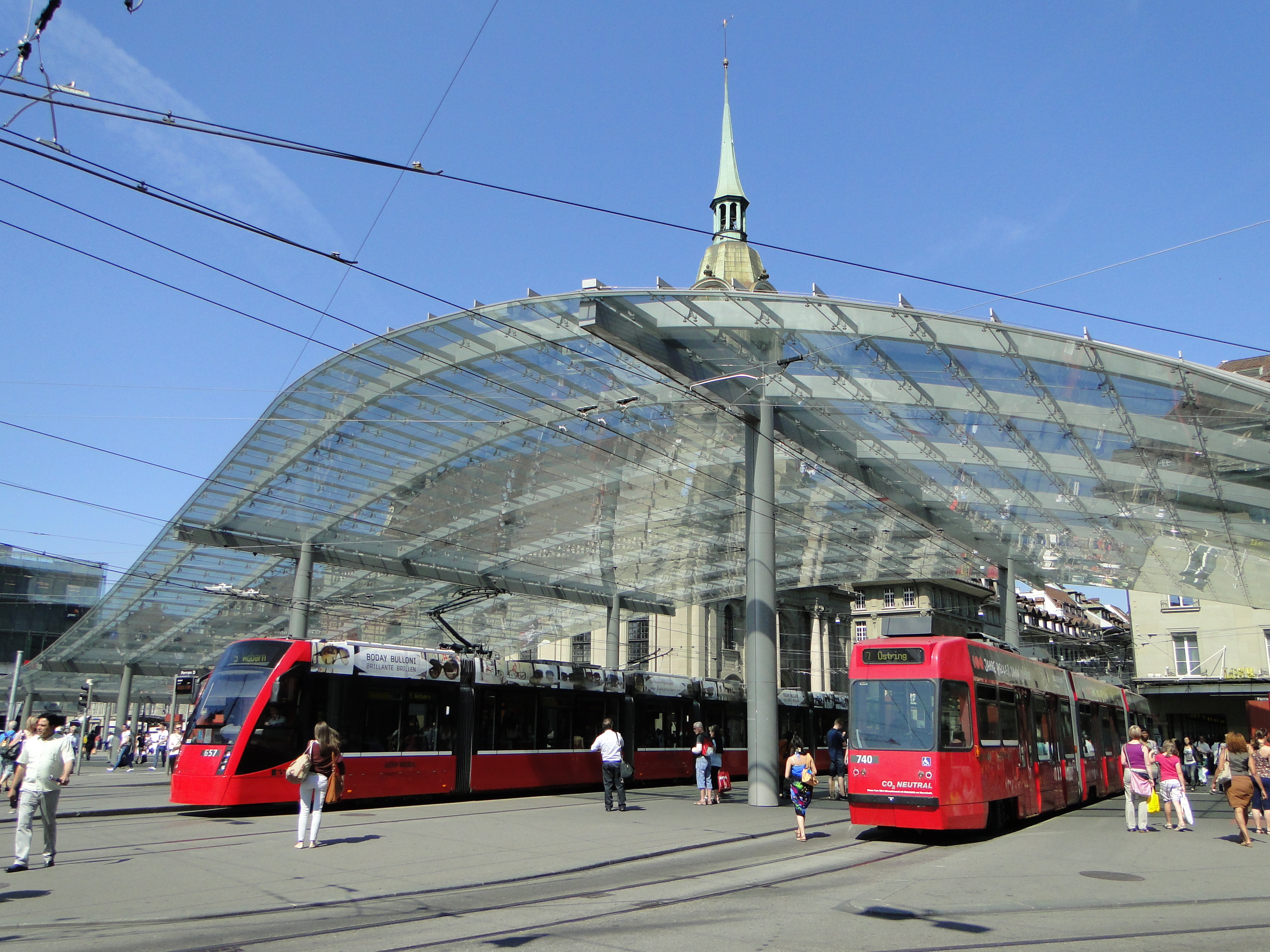
Certaines stations ont un mobilier spécifique, ici la gare de Berne.
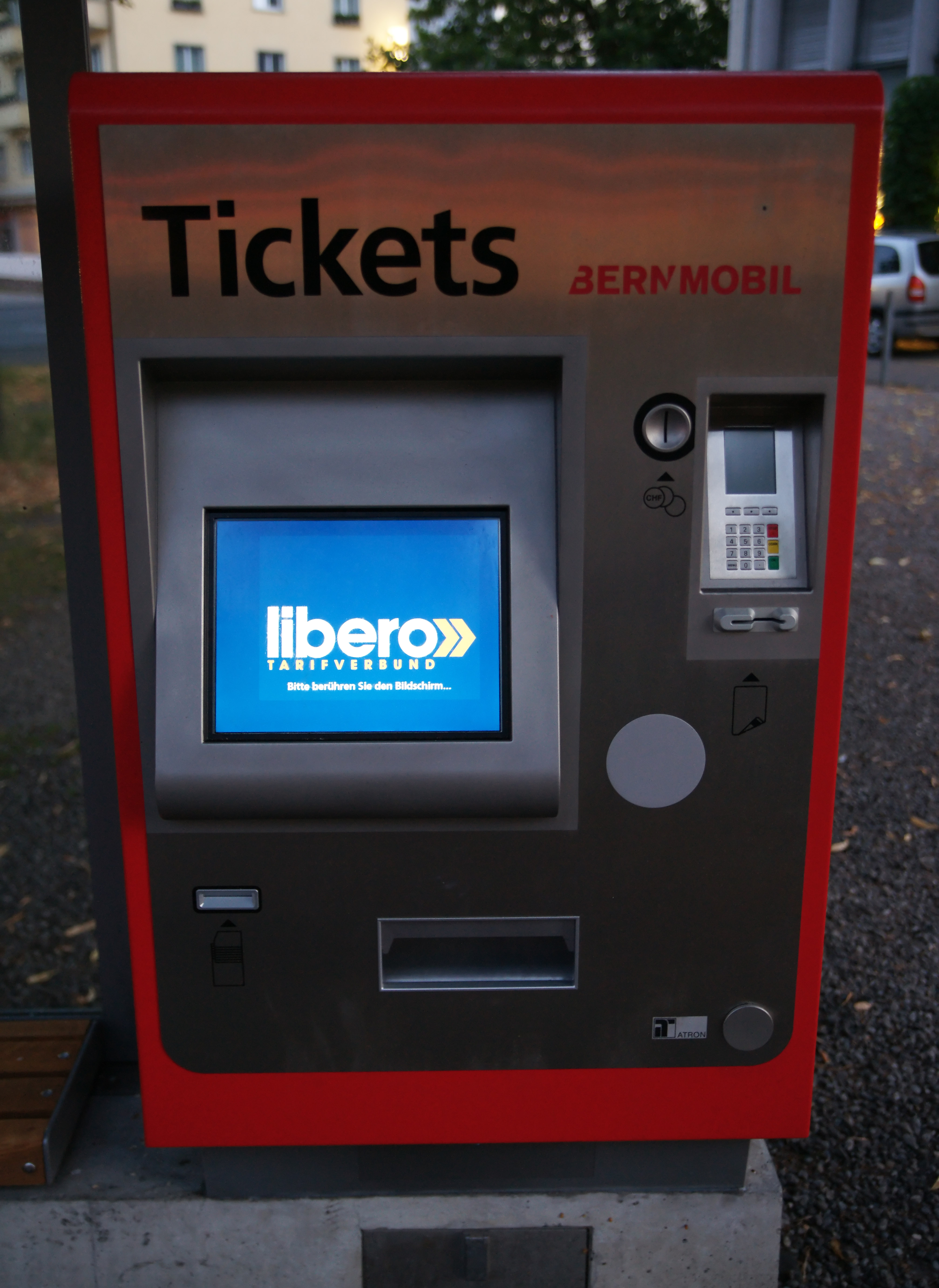
Un distributeur de tickets.
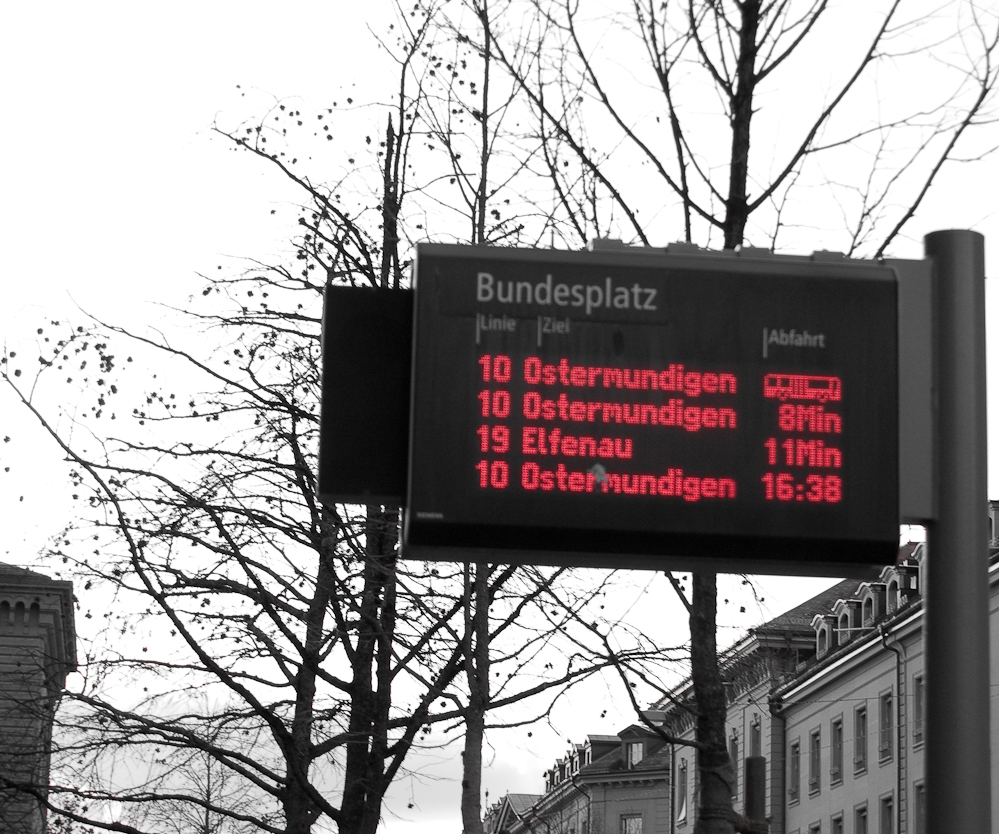
Borne d'information aux voyageurs.
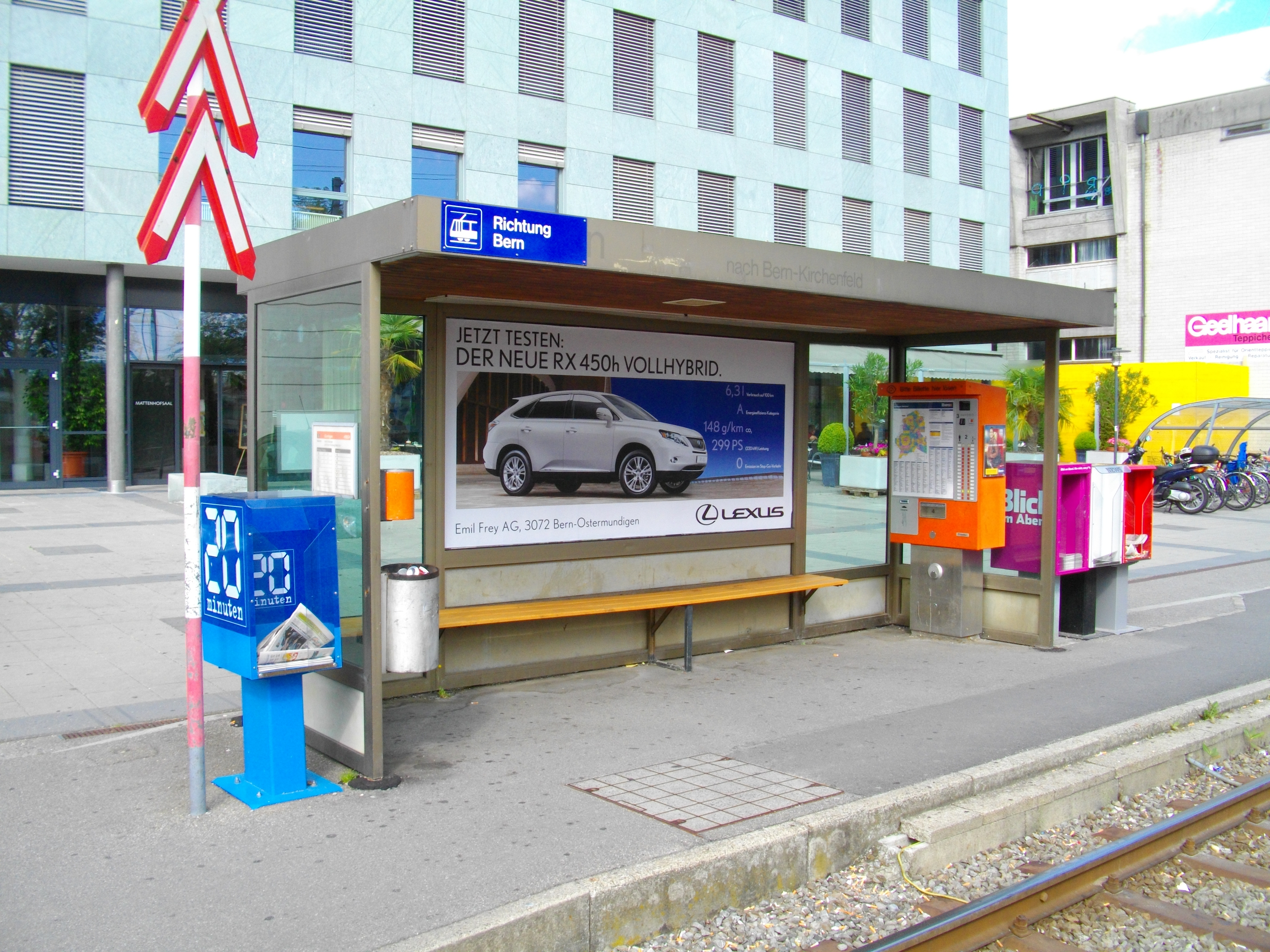
Un arrêt type de la ligne 6 sur sa partie issue du Regionalverkehr Bern-Solothurn.

## Matériel roulant

### Matériel actuel
Depuis 2010, le parc du réseau se compose de 57 rames entièrement ou partiellement à plancher bas et accessibles aux personnes à mobilité réduite, et en dehors des Be 4/10, toutes sont unidirectionnelles. Il n'y a plus, depuis 2009, de rames à plancher haut ou de remorques. En 2019, 27 rames Stadler Tramlink sont commandés dont 20 rames bidirectionnelles et 7 unidirectionnelles. Les livraisons se dérouleront de 2022 à 2024.
|  | Type et autres noms                          | Quantité | nos de parc       | Mise en service                                        | Constructeurs        |
|  | -------------------------------------------- | -------- | ----------------- | ------------------------------------------------------ | -------------------- |
|  | Be 4/10 Tram 2000 Müri-Tram Propriété du RBS | 09       | RBS 81–89         | 1987–1988 comme Be 4/8, rallongées par Stadler en 2010 | SWP (de) / SIG / ABB |
|  | Be 4/8                                       | 12       | 731–742           | 1989–1990                                              | Vevey / ABB / Duewag |
|  | Be 4/6 Combino Advanced Combino 1            | 07       | 753–759           | 2002–2004                                              | Siemens              |
|  | Be 6/8 Combino Advanced Combino 1 VL         | 08       | 751, 752, 760–765 | 2002–2004 comme Be 4/6, rallongées en 2009             | Siemens              |
|  | Be 6/8 Combino Classic Combino 2             | 21       | 651–671           | 2009–2010                                              | Siemens              |

### Ancien matériel
En plus de 120 ans d'existence, le réseau bernois a connu divers matériels.

#### Anciennes motrices et rames
|  | Type et autres noms | Quantité | nos de parc                             | Mise en service | Réforme       | Constructeur         | Remarques                                                                                   |
|  | ------------------- | -------- | --------------------------------------- | --------------- | ------------- | -------------------- | ------------------------------------------------------------------------------------------- |
|  | Cm 2/2 Luftram      | 10       | 1–10                                    | 1890            | 1901          | Maschinenfabrik Bern | Tramway à air comprimé système Mékarski.                                                    |
|  | G 3/3               | 08       | 11–18                                   | 1894            | 1901          | SLM                  | Tramway à vapeur                                                                            |
|  | Ce 2/2              | 24       | 1–24                                    | 1901–1902       | 1961          | SWS / MFO            | Premiers tramways à traction électrique du réseau.                                          |
|  | Ce 2/4              | 07       | 51–57 (1901-1913) 151-157 (1913-1936)   | 1901–1902       | 1936          | SIG / MFO            | Tramways à bogies Maximum-Traction.                                                         |
|  | Ce 2/2              | 29       | 25–53                                   | 1906–1914       | 1973          | SIG / MFO            |                                                                                             |
|  | Ce 2/2              | 06       | 209–214                                 | 1914            | 1932          | SWS / MFO            | Tramways de l'Exposition nationale de 1914                                                  |
|  | Ce 4/4              | 02       | 158–159                                 | 1930            | 1973          | SIG / MFO            |                                                                                             |
|  | Ce 2/4              | 03       | 160–162                                 | 1932–1933       | 1959          | SWS / MFO            | Attelées entre elles en permanence, issues de la reconstruction des tramways nos 209 à 214. |
|  | Ce 4/4              | 07       | 144–150                                 | 1935–1936       | 1976          | SIG / MFO            |                                                                                             |
|  | Be 4/4              | 05       | 171–175                                 | 1944            | 1973          | SIG / MFO            | Surnommées Lufter                                                                           |
|  | Be 4/4              | 15       | 101–115 (1947-1986) 601-615 (1986-1997) | 1947–1948       | 1997          | SWS / BBC / MFO      | Tramway standard.                                                                           |
|  | Be 4/4              | 10       | 121–130 (1960-1986) 621-630 (1986-2003) | 1960–1961       | 2003          | SWS / BBC / MFO      | Tramway standard. 9 rames revendues à RATP Iași (it) en Roumanie.                           |
|  | Be 4/4              | 01       | 401 (1966-1986) 701 (1986-1990)         | 1966            | 1990          | SWS / MFO            | Surnommé Muni, prototype de tramway articulé.                                               |
|  | Be 8/8              | 16       | 1-16 (1973-1986) 711–726 (1986-2009)    | 1973            | jusqu'en 2009 | SWS / BBC            | Surnommées SAC-Tram. 14 rames revendues à RATP Iași.                                        |

#### Anciennes remorques
|  | Type | Quantité | nos de parc                                                       | Mise en service | Réforme | Constructeurs | Remarques                                                                                   |
|  | ---- | -------- | ----------------------------------------------------------------- | --------------- | ------- | ------------- | ------------------------------------------------------------------------------------------- |
|  | C4   | 12       | 19–30 (1894-1901/1904) 71-79 (1901/1904-1913) 301-309 (1913-1959) | 1894            | 1959    | SIG           | Remorques initialement atellées aux tramways à vapeur.                                      |
|  | C2   | 08       | 101'–108' (1904-1913) 201'-208' (1913-1935)                       | 1904            | 1935    | SWS           | Remorques ouvertes, carrosserie fermée adoptée dans les années 1920.                        |
|  | C2   | 06       | 121'–126' (1905-1913) 221'-226' (1913-1935)                       | 1905            | 1935    | SWS           |                                                                                             |
|  | C2   | 04       | 127–130 (1910-1913) 227-230 (1913-1973)                           | 1910            | 1973    | SWS           | Achat combiné avec les motrices 41 à 44 du tramway de Bienne, qui ne seront jamais livrées. |
|  | C2   | 07       | 131–137 (1912-1913) 231-237 (1913-1973)                           | 1912            | 1973    | SWS           |                                                                                             |
|  | C2   | 20       | 238–257                                                           | 1914            | 1973    | SIG           |                                                                                             |
|  | C2   | 08       | 201"–208"                                                         | 1929–1934       | 1973    | SWS / SSB     | Construite à partir de divers éléments des précédentes remorques 201 à 208.                 |
|  | C3   | 01       | 310                                                               | 1933            | 1973    | SWS / SLM     |                                                                                             |
|  | C4   | 02       | 311–312                                                           | 1933            | 1973    | SIG           |                                                                                             |
|  | C2   | 06       | 221"–226"                                                         | 1935            | 1973    | SWS / SSB     | Construite à partir de divers éléments des précédentes remorques 221 à 226.                 |
|  | C4   | 06       | 313–318                                                           | 1944–1945       | 1988    | SIG           | Surnommées Babeli                                                                           |
|  | B4   | 10       | 321–330                                                           | 1951–1952       | 2009    | FFA           | Tramway standard. Les 325, 326 et 330 ont été revendues à RATP Iași (it) en Roumanie.       |
|  | B4   | 10       | 331–340                                                           | 1960–1961       | 2005    | SIG / SWS     | Tramway standard                                                                            |
|  | B4   | 05       | 341'–345                                                          | 1945–1953       | 1992    | SIG           | Ex-remorques VBZ nos 711–713 et 718–719                                                     |
|  | B4   | 03       | 341"–343"                                                         | 1947–1948       | 1998    | FFA           | Ex-remorques BVB nos 1402, 1403 et 1406                                                     |

#### Véhicules préservés

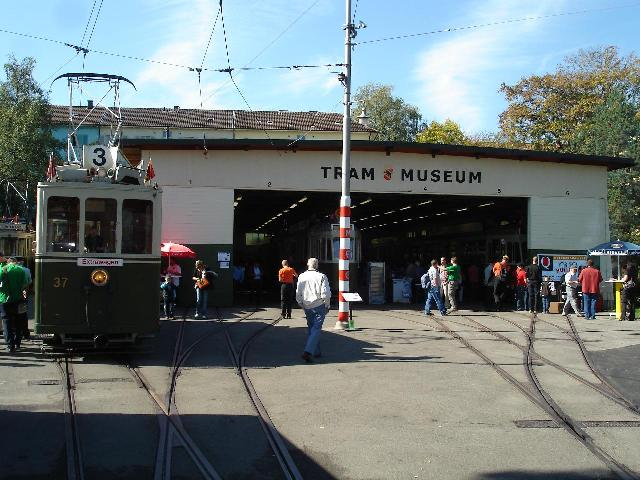
Le musée du tramway.

| Numéro | Propriétaire                      | Lieu de conservation                         | Remarques |
| ------ | --------------------------------- | -------------------------------------------- | --- |
| 12     | Technorama                        | Dépôt Bernmobil d'Eigerplatz                 | surnommé Glettise                                                                                               |
| 18     | Musée suisse des transports       | Lucerne                                      | surnommé Glettise                                                                                               |
| 26     | Musée suisse des transports       | Lucerne                                      | |
| 31     | BTG (de)                          | Dépôt d'Eigerplatz                           | Réplique construite en 2002.                                                                                    |
| 37     | Bernmobil                         | Musée du tramway de Berne (de) à Weissenbühl | |
| 52     | Chemin de fer-musée Blonay-Chamby | Montreux (Chaulin)                           | |
| 107    | Bernmobil                         | Musée du tramway de Berne                    | |
| 145    | Bernmobil                         | Musée du tramway de Berne                    | Utilisé jusqu'en décembre 2004 par Loeb SA (de) pour le Märlitram (de). Est utilisé comme Fondue-Tram en hiver. |
| 171    | Bernmobil                         | Musée du tramway de Berne                    | Sièges sur un seul côté, surnommé Lufter.                                                                       |
| 175    | AMITRAM                           | Lille (France)                               | En état d'origine, surnommé Lufter.                                                                             |
| 204    | Bernmobil                         | Musée du tramway de Berne                    | |
| 239    | Bernmobil                         | Musée du tramway de Berne                    | |
| 311    | Bernmobil                         | Musée du tramway de Berne                    | Fondue-Tram en hiver.                                                                                           |
| 302    | Particulier                       | Goumoens-le-Jux (Goumoëns)                   | Numéro affiché, châssis sans bogies.                                                                            |
| 312    | Bernmobil                         | Dépôt d'Eigerplatz                           | |
| 316    | AMITRAM                           | Lille                                        | Surnommé Lufter.                                                                                                |
| 317    | Bernmobil                         | Musée du tramway de Berne                    | Surnommé Lufter.                                                                                                |
| 337    | Bernmobil                         | Musée du tramway de Berne                    | |
| 501    | Bernmobil                         | Musée du tramway de Berne                    | Chasse-neige Xe 2/2, initialement acheté par la ville de Berne, hors-service                                    |
| 502    | Bahnmuseum Kerzers-Kallnach (de)  | Musée du tramway de Berne                    | Chasse-neige Xe 2/2, hors-service                                                                               |
| 503    | Bernmobil                         | Musée du tramway de Berne                    | Xe 4/4, utilisé pour la soudure des rails                                                                       |
| 621    | Bernmobil                         | Musée du tramway de Berne                    | Anciennement no 121                                                                                             |
| 647    | Bernmobil                         | Dépôt d'Eigerplatz                           | Ancien "Wagon-Restaurant" no 147                                                                                |

## Infrastructures
Le réseau est alimenté par une ligne aérienne de contact délivrant une tension de 600 volts en courant continu.
Le réseau voit ses rames remisées dans deux dépôts différents :
- Eigerplatz, commun avec les autobus et les trolleybus, accueillant le poste de contrôle centralisé du réseau[12] ;
- Guisanplatz, ouvert en 2011, et qui a remplacé celui de Burgernziel, devenu lieu d'expositions artistiques en attendant d'être remplacé par un programme immobilier[13],[14].

Le RBS dispose de son propre dépôt à Worb.

## Projets
La conversion de la ligne d'autobus 10, la plus chargée du réseau, qui relie Köniz à Ostermundigen via Berne, envisagée de longue date, est refusée par référendum le 28 septembre 2014 par les deux communes périphériques concernée, tandis que les bernois ont dit oui à ce projet,,. En revanche, le prolongement de la ligne 9 à Bahnhof Kleinwabern est validée par ce même référendum. Le 3 avril 2016, ce projet revient sur la table quand Ostermundigen se déclare favorable à la suite d'un nouveau vote, permettant, sans avoir toutefois un calendrier défini, de relancer le projet entre la commune et Berne.
En mai 2017 le réseau envisage l'achat de rames bi-directionnelles — seules les rames du RBS le sont actuellement — afin d'apporter une meilleure souplesse d'utilisation, les rames unidirectionnelles ne pouvant rebrousser qu'à des boucles spécialement construites. Le retour du tramway dans Länggasse (de) est aussi envisagé.